# Aulus Platori Nepot
Aulus Platori Nepo (llatí: Aulus Platorius Nepos Aponius Italicus Manilianus) va ser un polític romà de principis del segle ii.
Platori Nepot, de família senatorial, va ser cònsol sufecte l'any 119, el mateix any que Hadrià exercia el tercer consolat. Es va convertir en amic i favorit de l'emperador, que el va nomenar governador de la Germània inferior i de Tràcia. Va acompanyar a Hadrià durant la seva visita a Britànnia l'any 122. Aquell mateix any, Hadrià el va nomenar governador de la província, en substitució de Quint Pompeu Falcó.
Nepot va dur a Britànnia la Legió VI Victrix per fer el relleu de la Legió IX Hispana i assistir la construcció del Mur d'Hadrià, ara sota el seu càrrec. Precisament, per culpa de les altes despeses que originà la construcció d'aquesta frontera, Nepot caigué en desgràcia i Hadrià el va substituir el 125.